# Insulinähnliche Wachstumsfaktoren

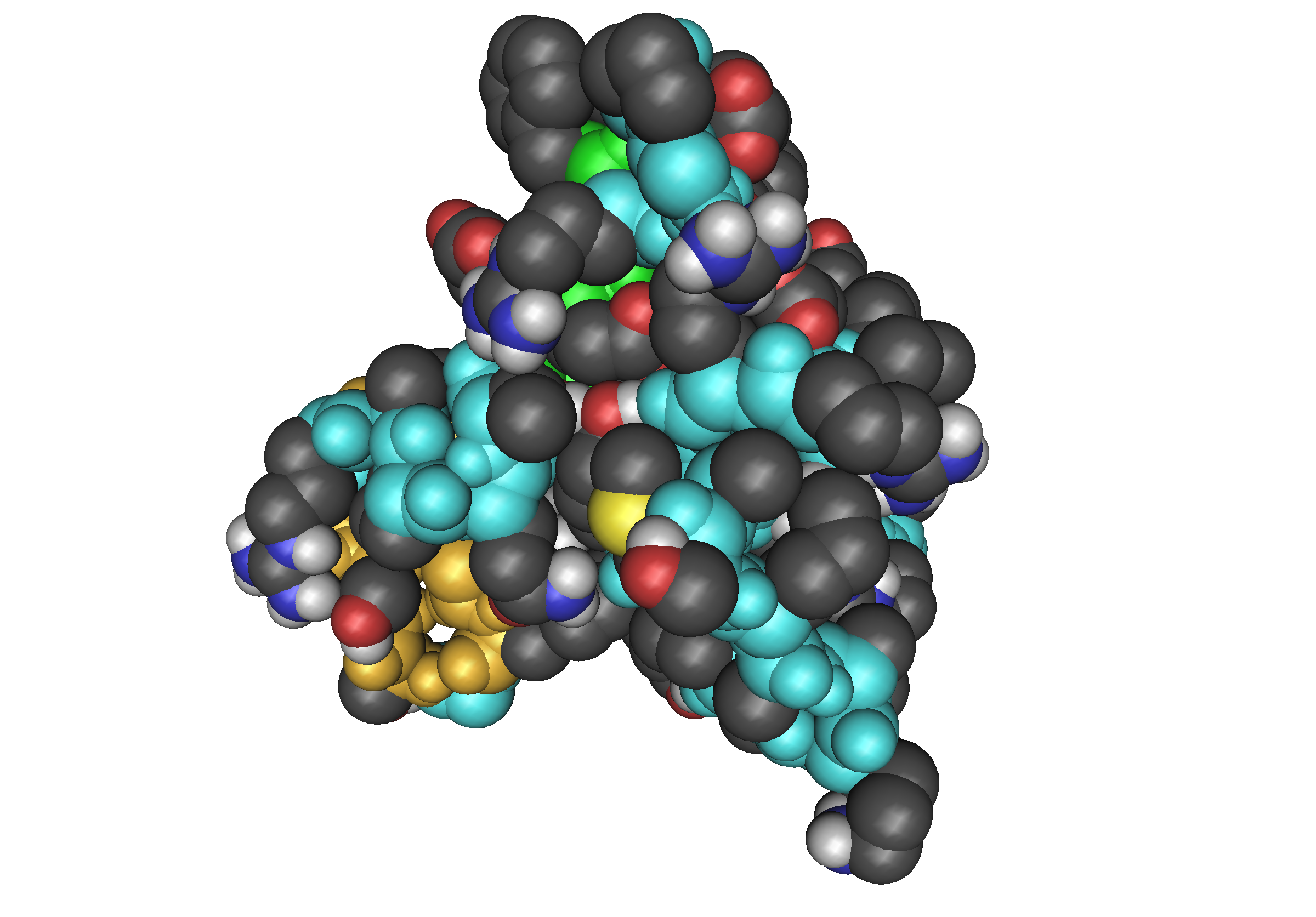
Kalottenmodell des IGF-1 nach NMR-Strukturdaten

Insulinähnliche Wachstumsfaktoren (englisch Insulin-like growth factors, IGF) oder Somatomedine sind Polypeptide, die eine hohe Sequenzhomologie zu Insulin zeigen und als Wachstumsfaktoren wirken (Wachstum und Differenzierung von Zellen). Sie werden in den Leberzellen, aber auch in anderen fetalen bzw. adulten Geweben gebildet. Sie sind Teil eines komplexen Systems, das Körperzellen nutzen, um mit ihrer Umgebung zu kommunizieren. Dieses System, das oft auch als IGF-Achse bezeichnet wird, besteht aus zwei Membranrezeptoren (IGF1R und IGF2R), zwei Liganden, einer Gruppe von sechs IGF-Bindungsproteinen (IGFBP 1-6) sowie einigen IGFBP-assoziierten Proteasen. Menschliches IGF-1 kann gentechnisch synthetisiert werden (sogenanntes rekombinantes humanes  IGF-1, rhIGF-1, generische Bezeichnung Mecasermin).

## Bildung und Wirkungen
Insulin-like growth factor 1 (IGF-1), auch Somatomedin C (SM-C) genannt, ist ein Wachstumsfaktor aus 70 Aminosäuren in einer einzelnen Kette mit drei Disulfidbrücken, und hat eine molare Masse von 7,6 kDa. Die genetische Information von IGF-1 wird im Chromosom 12 codiert.
IGF-1 und Insulin ähneln einander strukturell: 11 der 21 Aminosäuren der A-Kette (Positionen A1, A2, A3, A6, A7, A11, A13, A16, A17, A19, A20), und 13 der 30 Aminosäuren der B-Kette (Positionen B6, B7, B8, B11, B12, B14, B15, B18, B19, B20, B22, B23, B24) des Insulins stimmen mit IGF-1 überein. IGF-1 wird hauptsächlich von der Leber nach Stimulation mit dem aus der Hirnanhangsdrüse stammenden Wachstumshormon Somatotropin in die Blutbahn sezerniert. Er wird aber auch in fast allen Geweben von Wirbeltieren gebildet. Seine Wirkung kommt durch Aktivierung von membranständigen IGF-Rezeptoren zustande. Diese sind in fast allen Geweben und den meisten Zelltypen nachweisbar und ähneln den Rezeptoren für Insulin. In physiologischen Konzentrationen aktiviert IGF-1 den Insulin-Rezeptor ein wenig, und umgekehrt Insulin den IGF-1 Rezeptor, sodass Insulin immer auch minimal wachstumsfördernd (wie IGF-1) wirkt, und IGF-1 immer auch minimal blutzuckersenkend (wie Insulin) wirkt.
Im Unterschied zu Insulin, das im Blutkreislauf frei und nicht an Trägerproteine gebunden zirkuliert, ist zirkulierendes IGF-1 an Bindungsproteine (IGF-PBs) gebunden und nur zu ca. 1 % frei. Das biologisch wirksame „freie“ IGF-1 wird geregelt durch Enzyme (Proteasen) von den Bindungsproteinen abgespalten. Die laborchemische Bestimmung des „freien“ IGF-1 ist aufwendig.
Die IGF-1 Konzentration im Blut ist normalerweise bei alten Menschen niedriger als bei jüngeren, außerdem ist sie vom Ernährungszustand, dem Eiweißgehalt der Nahrung und hormonellen Einwirkungen (hauptsächlich Somatotropin) abhängig.
Insulin-like growth factor 2 (IGF-2), auch Somatomedin A (SM-A) genannt, ist für die frühe Zellentwicklung in der Embryonalphase wichtig; danach ist IGF-1 für das physiologische Wachstum des Organismus verantwortlich. Eine Gendeletion des IGF-1 Gens hat entsprechende Folgen. Kleinwuchs infolge krankhaften IGF-1-Mangels ist charakteristisch für das Laron-Syndrom, sowie für das Mauriac-Syndrom (bewirkt durch chronischen Insulinmangel bei unzureichend behandeltem Diabetes mellitus). Krankhafter IGF-1-Überschuss findet sich bei Akromegalie.

### IGF-1 bei Diabetes mellitus
IGF-1 und seine Bindungsproteine werden u. a. unter dem Einfluss von Insulin gebildet: bei Insulinmangel bzw. verminderter Insulinwirkung infolge Diabetes mellitus ist die Wirkung von IGF-1 vermindert. Beseitigung dieses Insulinmangels erhöht die Wirkung von IGF-1 durch vermehrte Bildung von IGF-1 bzw. verminderte Bindung von IGF-1 an Bindungsproteine.
Bei Diabetes mellitus kann es – z. B. infolge abrupter Intensivierung der Insulintherapie – zu einem überschießenden Anstieg der IGF-1-Wirkung kommen, wodurch sich eine vorbestehende diabetische Retinopathie akut bedrohlich verschlechtern kann. Dasselbe kann dosisabhängig auch passieren, wenn rhIGF-1 (Mecasermin), z. B. zur Wachstumsförderung, an Patienten mit diabetischer Retinopathie verabreicht wird. Ursache ist die IGF-1 bedingte Stimulation des Wachstumsfaktors VEGF, der an der Entstehung der proliferativen diabetischen Retinopathie und des Makulaödems beteiligt ist.

### IGF und Tumorwachstum
In Studien konnte ein kausaler Zusammenhang zwischen IGF-1 und der Entstehung von Brustkrebs nicht nachgewiesen werden. In besagter Studie wurde die statistische Auftretenshäufigkeit von Brustkrebs gleichzeitig mit dem Einfluss sowohl genetischer Prädisposition als auch der Gabe von künstlichem Estrogen als auch parallel dazu gemessenen IGF-1 Werten vermengt. Bei krankhaftem IGF-1-Mangel infolge Laron-Syndrom scheint das Krebsrisiko vermindert zu sein, bei (behandelter) Akromegalie ist es nicht erhöht.
Die Subtypisierung von Lebertumoren aufgrund der speziellen Aktivität von IGF-2 und IFN-regulierter Gene (siehe auch Interferone) ist möglich. Beachtlich ist auch die Beteiligung von IGF-2 bei Hirntumoren im Kindesalter und auch bei Brustkrebs. IGF-2 und IGF-1 sind an der Entstehung und Progression von Prostatakrebs beteiligt.

## Synthetisches IGF-1(rhIGF-1) als Arzneimittel
Synthetisches rekombinantes humanes IGF-1 (rhIGF-1, generische Bezeichnung Mecasermin, Markenname Increlex® der Firma Ipsen Pharma GmbH) ist ein Medikament, das – wie Insulin – in das Unterhautfettgewebe gespritzt werden muss. Es wird angewandt bei Kleinwuchs (z. B. infolge Laron-Syndrom). Es „ist indiziert zur Langzeitbehandlung von Wachstumsstörungen bei Kindern und Jugendlichen im Alter von 2 bis 18 Jahren mit bestätigtem schwerem primären IGF-1 Mangel.“ Die maximale Dosierung von 0,12 mg/kg zweimal täglich darf nicht überschritten werden. Mecasermin ist kontraindiziert bei aktiver Neoplasie (d. h. gutartigen oder bösartigen Tumorerkrankungen aller Art) oder Verdacht auf Neoplasie, oder bei jeglichem Befund oder Vorerkrankungen, die das Risiko für benigne oder maligne Neoplasien erhöhen.
Sonstige Anwendungen:
- Experimentell erprobt wurde rhIGF-1 wurde von den Firmen Genentech und Hoffmann-La Roche Ltd. in den 1990er Jahren zur Unterstützung der Insulinbehandlung bei Menschen mit Diabetes mellitus. Neben der erwarteten Senkung des Insulinbedarfs führte die 12-wöchige rhIGF-1 Anwendung – dosisabhängig – zur Erhöhung der IGF-1 Konzentration im Blut um über 100 %, bei Abnahme des HbA1c-Wertes um ca. 1–2 %. Bei 11 der 55 Studienteilnehmer mit Typ-1 Diabetes entwickelte bzw. verschlimmerte sich eine diabetische Retinopathie, mit oder ohne Einbeziehung des Sehnerven (Papillenödem).[20] Die Veränderungen bildeten sich mehrere Monate nach Absetzen des rhIGF-1 in einigen Fällen ohne Laserkoagulation zurück.[21] Daraufhin verkündeten am 11. September 1997 Marcel Brand, Project Account Leader, und Cristina de Min, Clinical Science Leader, Clinical Science, Roche Basel, Clinical Operations, Roche Germany, F.Hoffman-La Roche Ltd. die Einstellung der weiteren Entwicklung von rhIGF-1 zur Diabetes-Behandlung.

- rhIGF-1 wurde auch zur Behandlung von degenerativen Muskelerkrankungen eingesetzt.[22]

- rhIGF-1 wird häufig als Dopingmittel, etwa im Bodybuilding, eingesetzt.[23] Ein positiver Effekt auf die Hypertrophie bei gesunden Erwachsenen ist spekulativ und wird durch Studien nicht belegt.[24] Das Zentrum für Präventive Dopingforschung an der Deutschen Sporthochschule Köln gab im September 2011 bekannt, eine Methode entwickelt zu haben, um rhIGF-1 im Blut nachzuweisen. Das Verfahren wurde von der Welt-Anti-Doping-Agentur Wada zugelassen.[25]

### Nebenwirkungen von rhIGF-1
Bei der Anwendung von rhIGF-1 können Nebenwirkungen auftreten, unter anderem:
- Pseudotumor cerebri/intrakranieller Hochdruck, Papillenödem, Lipohypertophie, Vergrößerung der Hände, Füße, Nase und Unterkiefer
- verstärktes Wachstum von vorhandenen Tumoren
- Hypoglykämie